# Огороднік Василь Тимофійович
Огороднік Василь Тимофійович (нар. 3 липня 1939 року, с.Жабокрич,  Крижопільського району Вінницької області - пом. 2 листопада 2011 року, с. Оратів  Вінницького району Вінницької області ) -  поет, журналіст, член правління Національної спілки  журналістів України. Почесний краєзнавець України, Член правління обласної організації Національної спілки краєзнавців України у період з 2008 по 2011роки.

## Біографія
Василь Огороднік народився 3 липня 1939 року в селі Жабокрич, Крижопільського району Вінницької області в багатодітній сім’ї ремісників Тимофія та Олени Огороднік. 1957 року після закінчення Жабокрицької середньої школи поступив у Тульчинський культурно-освітній технікум. Після його закінчення працював у Чернівецькому районному будинку культури. З 1963 по 1967 р. навчався у Московському державному інституті культури.  Після завершення навчання працював завідуючим Тиврівської районної бібліотеки. Також упродовж 15 років він займав посаду відповідального секретаря районної організації Товариства охорони памʼяток історії і культури.( https://library.vspu.edu.ua/inform/spisok_bio.htm#og)З 1967р по 1972р. Василь Огороднік навчався на факультеті журналістики Київського державного університету ім.Т.Г.Шевченка. Все життя Василь Огороднік прагнув вчитися, вдосконалюватись, щоб віддати свої знання людям, щоб бути їм корисним:  "Жадоба знань мене палить,
Черпаю їх, де тільки можна.
Чужа біда мені болить.
Тому душа моя тривожна..."
З 1987 р. працював у Оратівській районній бібліотеці на посаді провідного краєзнавця централізованої бібліотечної системи.

## Творчий доробок
У 1955 р. Василь Огороднік почав свою літературну діяльність, дебютує з віршем « Неспокій», котрий був опублікований в газеті « Сільські новини». Основними темами його творчості є життя, природа, історія та культура Поділля, що зображені у циклах віршів “Пори року”, “ Вінок присвят”, “Вогонь Прометея”. Окремою сторінкою його творчості є тема борців за волю України, репресованих діячів та сучасників: “На могилі Данила Нечая”, “ Останній кошовий”, “Пам’яті кесаря Андрійчука”, “Троянд пелюстки на устах”(Євгену Гуцалу), “Гонтина криниця”, “Дуб Хмельницького” та інші.   Василь Тимофійович опублікував в пресі близько трьох тисяч статей, нарисів, есе, репортажів краєзнавчої тематики, понад 50 літературних портретів видатних письменників і поетів, видатних земляків, понад 500 віршів. Автор прагнув зберегти і примножити історичну пам’ять народу:
"Мені краю іншого не треба, 
Щедрості земній немає меж.
Вище України - тільки небо,
Але й небо - Україна теж..."

### Книги:
« Легендами овіяна земля»(1998),
«Перлина Поділля. »(2001),
«Пам’ять серця»(2001), 
«З чистих джерел»(2003),
«Неспокій»,”(2003)
“Співці добра і краси”(2004р.),
“Поетичне сяйво історії”(2007р.).
“Світ починається з любові”(2009),
“Нема миліш святого краю...”(2008),
“Абетка з історії Оратова”(2009),
“Козацький шлях”(2005),
“ Крізь дзвін тисячоліть”(2008)
,
“В пошуках скарбів”
“Дорогою ціною: 20 років незалежності України”(2011)
“Відлуння подвигу”(2010)